# 张皇后 (后秦)
張皇后（?—?），后秦文桓帝姚兴的第一任皇后。弘始四年（402年），她由昭仪册封为皇后，史书对她的记载非常少，不知道她的子女情况和去世时间。